# Marcel Freeman
Marcel Freeman (* 30. März 1960 in Port Washington, New York) ist ein ehemaliger US-amerikanischer Tennisspieler.

## Leben
Freeman studierte an der University of California in Los Angeles und wurde vier Mal in die Bestenauswahl All-American gewählt. Er gewann 1982 mit der Mannschaft die NCAA-Meisterschaft. 1984 erreichte er beim ATP-Turnier von Bari das Halbfinale, zusammen mit Tim Wilkison stand er zudem im Finale der Doppelkonkurrenz. Im darauf folgenden Jahr gewann er in Nancy an der Seite von Rodney Harmon seinen einzigen Doppeltitel, mit Laurie Warder stand er zudem erneut im Doppelfinale von Bari. 1986 gewann er den Einzeltitel beim Challenger-Turnier von Enugu, zudem stand er im Finale der Challenger-Turnier von Lagos und Nairobi, bei letzterem Turnier stand er auch im Doppelfinale.
1987 hatte er mit der Halbfinalteilnahme bei den Queensland Open sein bestes Einzelresultat auf der ATP World Tour. Im darauf folgenden Jahr gewann er mit David Dowlen den Doppeltitel des Challenger-Turniers von Guadeloupe. Seine höchste Notierung in der Tennisweltrangliste erreichte er 1986 mit Position 46 im Einzel sowie 1987 mit Position 70 im Doppel.
Im Einzel war sein bestes Resultat bei einem Grand-Slam-Turnier die Drittrundenteilnahme bei den US Open 1986. In der Doppelkonkurrenz konnte er bei jedem der vier Grand-Slam-Turniere jeweils einmal die dritte Runde erreichen.

## Turniersiege
| Legende                       |
| Grand Slam                    |
| Tennis Masters Cup            |
| ATP Masters Series            |
| ATP International Series Gold |
| ATP International Series (1)  |

### Doppel
| Nr. | Datum | Turnier | Belag     | Partner       | Finalgegner                      | Ergebnis |
| --- | ----- | ------- | --------- | ------------- | -------------------------------- | -------- |
| 1.  | 1985  | Nancy   | Hartplatz | Rodney Harmon | Jaroslav Navrátil Jonas Svensson | 6:4, 7:6 |

### Finalteilnahmen
| Nr. | Datum | Turnier | Belag | Partner       | Finalgegner                        | Ergebnis      |
| --- | ----- | ------- | ----- | ------------- | ---------------------------------- | ------------- |
| 1.  | 1984  | Bari    | Sand  | Tim Wilkison  | Stanislav Birner Libor Pimek       | 6:2, 6:7, 4:6 |
| 2.  | 1985  | Bari    | Sand  | Laurie Warder | Alejandro Ganzábal Claudio Panatta | 4:6, 2:6      |